# 27434 Anirudhjain
27434 Anirudhjain è un asteroide della fascia principale. Scoperto nel 2000, presenta un'orbita caratterizzata da un semiasse maggiore pari a 2,7187106 UA e da un'eccentricità di 0,0068171, inclinata di 5,90674° rispetto all'eclittica.